# Patna (Staat)
Patna war ein Fürstenstaat Britisch-Indiens im heutigen Bundesstaat Odisha. Seine Hauptstadt war der Ort Balangir. Das Fürstentum der hinduistischen Chauhan-Rajputen wurde im 13. Jahrhundert von Raja Ramai Deo gegründet. Es kam im Verlauf der Marathenkriege unter die Oberhoheit von Sambalpur (1797), das 1817 britisches Protektorat und 1849 britisch-indische Provinz wurde. 1865 wurde Patna ein eigenständiger Fürstenstaat. Es hatte 1901 eine Fläche von 6503 km² und 278.000 Einwohner.
Der letzte Maharaja, Rajendra Narayan Singh Deo, schloss sich im August 1947 der Eastern States Union an. Am 1. Januar 1948 wurde diese Union aufgelöst und Patna wurde Orissa (Odisha) und damit Indien eingegliedert (siehe Geschichte Indiens). Am 1. November 1956 wurden alle Fürstenstaaten aufgelöst. Der Maharaja ging in die Politik und war von 1950 bis 1962 Parteivorsitzender der Ganatantra Parishad, sowie Abgeordneter, Minister und von 1967 bis 1971 Chief Minister von Orissa.